# Rabi’at al-Hanuta
Rabi’at al-Hanuta – wieś w Syrii, w muhafazie Aleppo, w dystrykcie As-Safira. W 2004 roku liczyła 492 mieszkańców.